# بخش نوسود
بخش نوسود یکی از بخش‌های تابعه شهرستان پاوه در استان کرمانشاه در غرب ایران است.

## تقسیمات کشوری
- بخش نوسود
  - دهستان سیروان

نقاط شهری: نودشه و نوسود

## جمعیت
بنابر سرشماری مرکز آمار ایران، جمعیت بخش نوسود شهرستان پاوه در سال ۱۳۸۵ برابر با ۸۲۴۷ نفر بوده است.

## روستاها
روستاهای بخش نوسود شهرستان پاوه:
- - دهستان سیروان

حجیج بزرگ،
شرکان،
نروی،
بیدرواز،
تشار،
دزاور،
شیخان(خالی از سکنه)،
کیمنه،
نیسانه،
وزلی،
هانی گرمله،
شوشمی علیا(خالی از سکنه)،
شوشمی سفلی(خالی از سکنه)،
خندانه کر(خالی از سکنه)،
شینه(خالی از سکنه)،
دره هجیج (خالی از سکنه)